# Alvito (freguesia)
A Freguesia de Alvito é uma freguesia portuguesa do Município de Alvito com 136,52 km² de área e 1196 habitantes (censo de 2021), tendo, por isso, uma densidade populacional de 8,8 hab./km².

## Demografia
A população registada nos censos foi:
| Distribuição da População por Grupos Etários | Distribuição da População por Grupos Etários | Distribuição da População por Grupos Etários | Distribuição da População por Grupos Etários | Distribuição da População por Grupos Etários |
| -------------------------------------------- | -------------------------------------------- | -------------------------------------------- | -------------------------------------------- | -------------------------------------------- |
| Ano                                          | 0-14 Anos                                    | 15-24 Anos                                   | 25-64 Anos                                   | > 65 Anos                                    |
| 2001                                         | 169                                          | 161                                          | 655                                          | 375                                          |
| 2011                                         | 166                                          | 145                                          | 573                                          | 375                                          |
| 2021                                         | 170                                          | 125                                          | 540                                          | 361                                          |

## Património
- Igreja de Nossa Senhora da Assunção ou Igreja Matriz de Alvito
- Castelo de Alvito
- Convento de São Francisco ou Convento de Nossa Senhora dos Mártires
- Igreja de Santo António
- Pelourinho de Alvito
- Igreja da Misericórdia e Capela de Nossa Senhora das Candeias
- Capela de São Bartolomeu
- Pelourinho de Água de Peixes
- Capela de Santa Luzia ou Herdade de Santa Luzia e Cágado
- Casa de António Pedro de Góis ou Portal na Rua Conselheiro Machado
- Ermida de São Sebastião (Alvito)
- Solar de Água de Peixes